# Municipio de Nealtican
El municipio de Nealtican es uno de los 217 municipios del estado mexicano de Puebla. Su cabecera es San Buenaventura Nealtican.

## Geografía
Nealtican cuenta con una extensión de 62.52 km², que lo ubica en el lugar 157 con respecto a los demás municipios del estado. Colinda con los siguientes municipios: al noreste con Calpan, al este con San Jerónimo Tecuanipan, al sur y suroeste con el municipio de Tianguismanalco y al oeste y noroeste con el municipio de San Nicolás de los Ranchos. Se ubica en el occidente del valle de Puebla-Tlaxcala. En general, tiene un suave declive que desciende hacia el oriente, donde se encuentran las partes bajas del valle —Cholula y Puebla—, y asciende hacia el occidente, en dirección al Paso de Cortés y los volcanes Popocatépetl e Iztaccíhuatl.

### Orografía e hidrografía

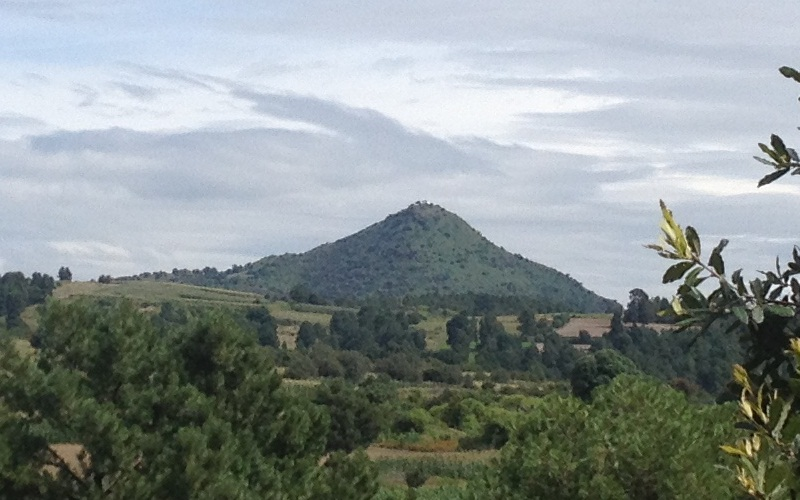
Cerro Teotón

Las únicas prominencias dignas de mención son los cerros Xaltepec (2320 m s. n. m.) y Teotón (2590 m s. n. m.). Este último se considera tradicionalmente como perteneciente a la localidad de San Pedro Yancuitlalpan, que es parte del municipio de San Nicolás de los Ranchos; sin embargo, se encuentra casi en su totalidad dentro de los límites territoriales de Nealtican.
El malpaís de Nealtican, un depósito de material ígneo extrusivo proveniente de una reciente explosión del Popocatépetl (aprox. 2100 AP), bordea el municipio por todo su flanco sur. A pesar del nombre, pertenece casi enteramente al municipio de Tianguismanalco. Algunas zonas limítrofes de Nealtican con el malpaís a lo largo del río Xalapexco conforman, junto con el Teotón, la única zona boscosa del municipio.
Nealtican forma parte de la región hidrológica del Balsas, en la subregión de la cuenca del río Atoyac. Cuenta con dos corrientes perennes: los ríos Atlanepantla y el Ajalanti.

### Clima
Como gran parte de las tierras bajas del Eje Neovolcánico, Nealtican tiene un clima templado por altitud cuya designación oficial es "templado subhúmedo", equivalente al clima Cwb según la clasificación climática de Köppen. La temperatura media anual se encuentra en el rango entre los 12 y los 16 °C. La precipitación anual, gran parte de la cual se registra en verano (mayo a octubre), alcanza los 800 a 1000 mm.

## Presencia humana

### Toponimia
El nombre Nealtican proviene del náhuatl y significa "lugar donde me baño". Se compone de las partículas neh, "yo"; altia, "bañar"; -can, "lugar".

### Historia
Nealtican contó con una presencia olmeca-xicalanca a partir del siglo V d. C. En ese entonces, la región de Nealtican-San Nicolás de los Ranchos-Xalitzintla comerciaba exitosamente con la roca volcánica proveniente del malpaís de Nealtican, que se usaba para la creación de herramientas como molcajetes. No obstante, las sucesivas erupciones del Popocatépetl obligaron a los habitantes a buscar refugio en zonas más alejadas del volcán, como en Tollan-Cholollan, la actual Cholula. Posteriormente, grupos nahuas repoblaron la zona, y Nealtican pasó a ser un pueblo tributario de México-Tenochtitlan.
Después de la Conquista de México a manos de los conquistadores españoles, se designó al teólogo franciscano Buenaventura de Fidanza (1218-1274) como patrono del pueblo. El templo dedicado a él, la Parroquia de San Buenaventura, terminó de construirse en 1739.
Tras consumarse la Independencia de México, Nealtican pasó a formar parte del distrito de Atlixco. Ascendió a categoría de municipio el 8 de abril de 1920 y se constituyó como municipio libre en 1930.

## Actividad económica
Actualmente, el 67% del territorio del municipio tiene un uso agrícola. La gran parte de las parcelas son de pequeña extensión (menores a 5 ha) y se dedican a la agricultura de temporal. Solo una pequeña parte emplea el riego, sobre todo para el cultivo de flores y hortalizas.
Otras actividades económicas importantes son la cantera (en los bordes del malpaís) y la manufactura de block y bovedilla.
En décadas pasadas, también han aflorado las agrupaciones de música tradicional, sobre todo del género mariachi.

## Cultura
La fiesta patronal en honor a san Buenaventura se celebra el domingo posterior al 14 de julio. Además, se realizan festejos en honor a San Agustín (28 de agosto), en Día de Muertos (1 y 2 de noviembre) y el Día de la Virgen de Guadalupe (12 de diciembre).
En los años 2010 se ha establecido la «Feria del Mole», una feria gastronómica visitada por miles de comensales a lo largo de un fin de semana en mayo.

### Atractivos turísticos
Senderismo

### Monumentos históricos
Iglesia parroquial dedicada a San Buenaventura, data del siglo XVI. Cruz de piedra ubicada en el centro de Nealtican. En su recinto resguarda tres mapas pintados sobre papel con técnica prehispánica y muy posiblemente de la época virreinal.
Su sobria fachada principal está construida de la torre con campanario y la portada que en uno de sus extremos se levanta una espada de un solo vano. Estos elementos solo presentan pilastras, roleos, pináculos y escasos relieves vegetales.
En el interior se puede admirar retablos dorados del barroco salomónico y churrigueresco, con esculturas y cuadros al óleo. Merecen atención el ciprés neoclásico de San Buenaventura y un antiguo órgano de fuelle localizado en el coro.

### Fiestas
El 14 de julio se celebra la fiesta patronal. En honor a la imagen venerada por los católicos como " Santo Patrón": SAN BUENAVENTURA, que fue un teólogo, filósofo y místico italiano, nacido en Bagnorea en 1221, murió en León en 1274 a la edad de 53 años; su verdadero nombre era Juan Giovanni Fidanza.